# Gejza (velkokníže)
Gejza (asi 940–997; maďarsky Géza) byl od začátku 70. let 10. století až do své smrti v roce 997 uherský velkokníže z rodu Arpádovců.
Narodil se jako syn uherského velkoknížete Takšoně a jeho chazarské, pečeněžské nebo volžskobulharské manželky. Oženil se se Sarolt z Transylvánie, dcerou transylvánského vládce Gyuly II. Po nástupu na trůn uzavřel mír se Svatou říší římskou. Za jeho vlády došlo v Uhersku k politické konsolidaci, jež podle zdrojů z 10. století probíhala velice krutě a nemilosrdně. Gejza se stal prvním křesťanským uherským panovníkem a podporoval zájmy křesťanských misionářů ze západu. I přesto, že se nechal pokřtít a při křtu přijal jméno Štěpán, pokračoval v pohanských rituálech. Na uherském velkoknížecím stolci po něm následoval syn Štěpán I. Svatý, který se v roce 1000 stal prvním uherským králem.

## Původ a mládí

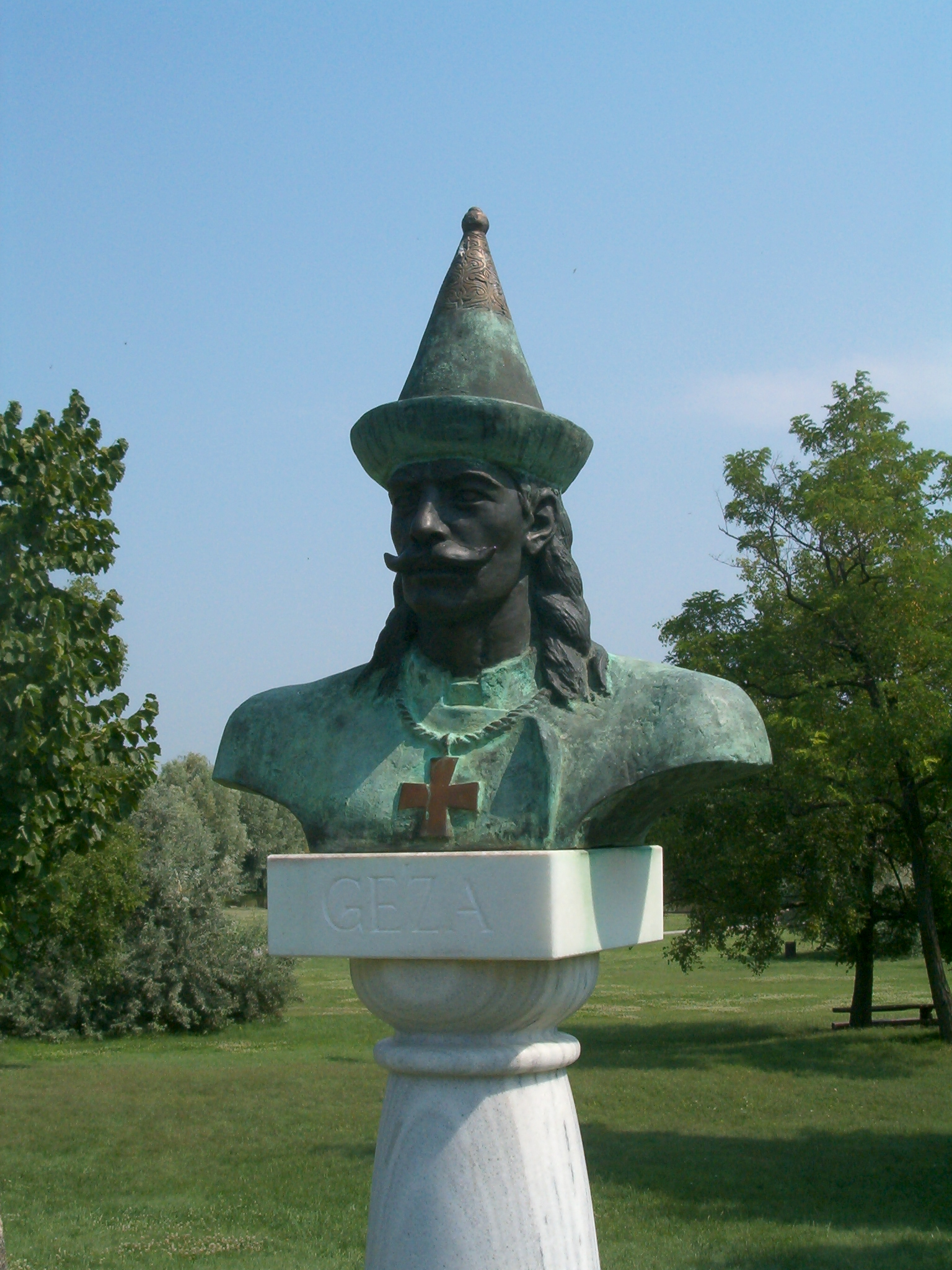
Busta Gejzy v maďarském historickém národním parku

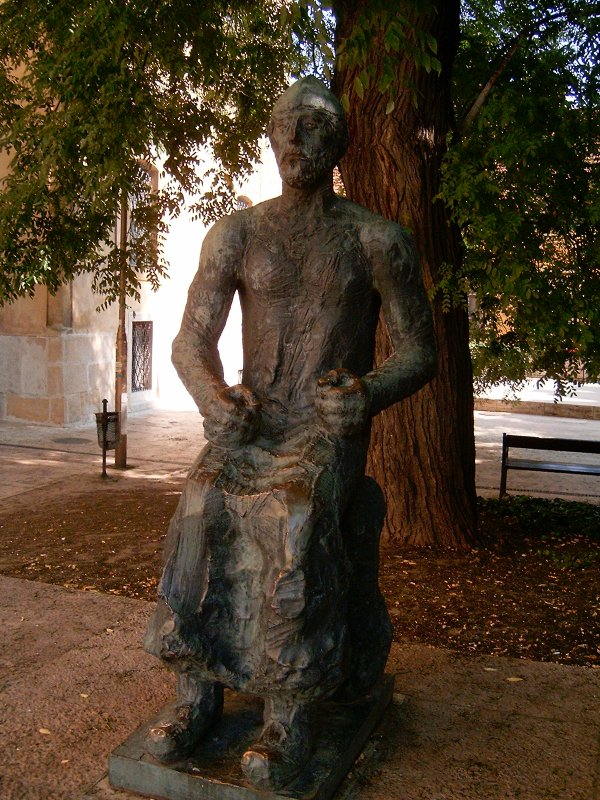
Socha Gejzy Uherského v Székesfehérváru

Gejza se narodil jako nejstarší syn Takšoně, jenž se uherským velkoknížetem stal roku 955. Podle kroniky Gesta Hungarorum byla Gejzova matka ze země Kumánů, což zřejmě naznačuje, že pocházela buď z Chazarské říše, anebo z kmene Pečeněhů či z Volžského Bulharska. Historik Gyula Kristó se domníval, že se Gejza narodil okolo roku 940. Když byzantský císař Konstantin VII. Porfyrogennetos na své listině přibližně z roku 950 vyjmenovával potomky velkoknížete Arpáda, Gejzu na ní však nezmínil. Kristó argumentoval tím, že císař Takšoňova syna vynechal proto, že Gejza tehdy byl ještě dítětem.
Původní uherská forma Gejzova jména pravděpodobně zněla jako Gyeücsa nebo Gyeusa. Jednalo se snad o formu turkického titulu jabghu. Z popudu svého otce se Gejza oženil se Sarolt, dcerou Gyuly II., významného uherského náčelníka vládnoucího v Transylvánii nezávisle na uherském velkoknížeti. Proto, že se Gyula v Konstantinopoli dříve nechal pokřtít, snad i Sarolt byla před sňatkem křesťankou. Podle kronikáře Bruna z Querfurtu byla její křesťanská víra však „slabá a zmatená“. Na svého chotě měla Sarolt podle Bruna značný vliv.

## Vláda

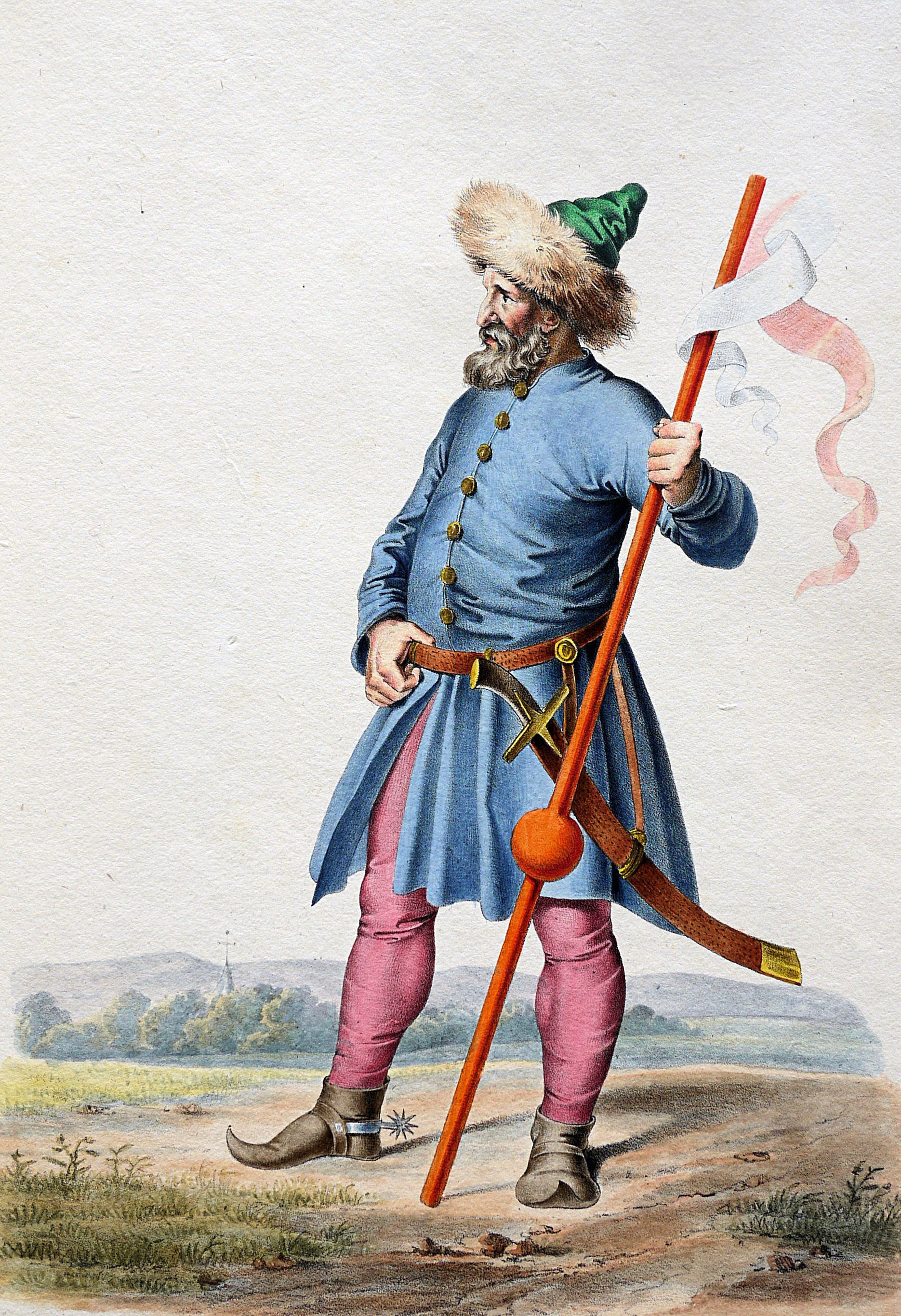
Obraz Gejzy od Josefa Kriehubera, předloha od Moritze von Schwinda

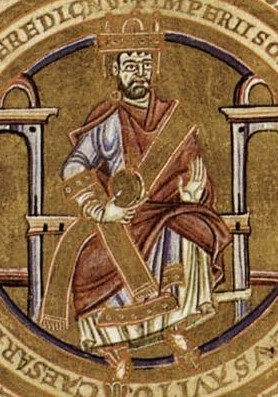
Jindřich IV. Bavorský, se kterým Gejza vedl válku

Gejza se stal velkoknížetem po smrti svého otce okolo roku 972. Uplatňoval centralizační politiku, a kroniky ho proto většinou vyobrazují jako nemilosrdného a krutého vládce. V jedné z verzí legendy o svatém Štěpánovi (Legenda Maior S. Stephani Regis) je dokonce napsáno, že Gejzovy ruce byly pošpiněny krví. Historik Pál Engel z toho vyvodil, že Gejza nechal vyvraždit některé své příbuzné, například svého bratrance Zerinda Lysého. Tuto domněnku podporuje fakt, že kolem roku 972 se v pramenech kromě Gejzy a Koppányho, vládnoucího jižní části Zadunají, neobjevují žádní jiní Arpádovci.
V roce 972 se sňatkem spojily dvě říše sousedící s Uherskem, Svatá říše římská a Byzanc. Zatímco mezi Byzancí a Uhry trvalo napětí již deset let, se Svatou říší římskou Uhersko udržovalo vztahy relativně dobré. Bylo tedy logické, že se Gejza rozhodl uzavřít mír se Svatou říší římskou. Gejzova orientace na římskou říši souvisela také s tím, že pokud by se s žádostí o vyslání misionářů obrátil na Byzanc, nebyl by z maďarských vladařů prvním, protože od byzantského císaře křesťanství přijal už jeho tchán Gyula II. Brzy poté začali do Uher z římské říše přicházet křesťanští misionáři. První misionář vyslaný císařem Otou I. Velikým, se jménem Bruno, přicestoval do Uher okolo roku 972. O rok později bylo na císařem svolaném říšském sněmu v Quedlinburgu přítomno i dvanáct vyslanců z Uherska.
| „                                                                  | Gejza, ten co byl krutý a přísný, choval se zdvořile. Byl soucitný a velkorysý k cizincům, jako by jednal se svými vlastními lidmi, a to hlavně ke křesťanům, ačkoliv [byl] stále zapleten do pohanství. Když pak přiblížil se světlu duchovní milosti, začal se všemi sousedy vyjednávat o míru. Kromě toho zavedl pravidlo, že všem křesťanům, kteří se chtěli dostat do jeho země, se musí zajistit bezpečnost a chovat se k nim laskavě i pohostinně. Dal knězům a mnichům možnost, aby odcházeli na jeho dvůr, nabídl jim své ochotné naslouchání a potěšil je klíčením semene pravé víry zeseté v zahradě jeho srdce. | “ |
| — Hartvik: Život svatého Štěpána (Legenda Maior S. Stephani Regis) | |   |

Z kláštera St. Gallen ve Švýcarsku pochází zápis, že jakýsi biskup Prunwart úspěšně pokřtil mnoho obyvatelů Uherska, a to i včetně jejich „krále“. Prunwart byl možná totožný se zmíněným misionářem Brunem, jehož do Uher vyslal císař Ota Veliký. Křest Uhrů je zmíněn i v kronice Dětmara z Merseburku, která se zmiňuje o tom, že christianizace Uhrů započala za Gejzovy vlády, který se stal prvním křesťanským vládcem Uherska. Gejza při křtu přijal jméno Štěpán. I přes svůj křest však pokračoval v pohanských rituálech, a nestal se proto nikdy pravým křesťanem. Historik Gyula Kristó uvedl, že za Gejzovy vlády došlo k založení veszprémské diecéze. Tato domněnka historiky ovšem nebyla jednomyslně přijata. Jedna pověst mluví rovněž o tom, že Gejza vystavěl hrad v Ostřihomi, což archeologické průzkumy ale nepotvrdily.
| „                     | Jeho otec jmenoval se Deuvix (Gejza) a byl to muž nadmíru krutý, který v náhlém návalu hněvu zabil mnoho lidí. Když se však stal křesťanem, postupoval zuřivě při upevňování víry vůči těm, kteří ji odmítali. Tak prokázal horlivost Bohu a smyl své předchozí hříchy. Skládal oběti nejen všemohoucímu bohu, ale také obrazům bohů jiných. Když ho z toho biskup obvinil, odpověděl mu: ‚Mám dost bohatství a moci i svobodnou možnost tak činit.‘ | “ |
| — Dětmar z Merseburku | |   |

Po smrti Oty I. Velikého v roce 973 se jeho následníci Ota II. a Ota III. již nesoustředili na východní politiku a přestali udržovat vztahy s Uhry. Otova smrt na čas přerušila další christianizaci Gejzovy země. Mnoho Maďarů se proto postupně znovu začalo vracet k pohanství, jak o tom svědčí listina císaře Oty II. z roku 985. Dokonce i misionář Bruno odešel z Uher.
V 70. a 80. letech se Svatá říše římská zmítala ve vnitřních válkách. Proti císaři Otovi II. se totiž postavil jeho příbuzný, bavorský vévoda Jindřich. Gejza těchto konfliktů využil tak, že v roce 983 zaútočil na Bavorsko. Při tomto útoku se mu podařilo obsadit pevnost Melk. O 8 let později bavorské vojsko ale zahájilo protiútok. Bavoři tehdy zatlačili uherská vojska až za Vídeňský les. V roce 996 uherský velkokníže s bavorským vévodou Jindřichem IV., budoucím císařem Jindřichem II., uzavřel mír a vzdal se v jeho prospěch území na východ od řeky Litavy. Dohodu obě strany zpečetily svatbou mezi Gejzovým synem Štěpánem a Jindřichovou sestrou Giselou. Jednalo se o Gejzův diplomatický triumf.

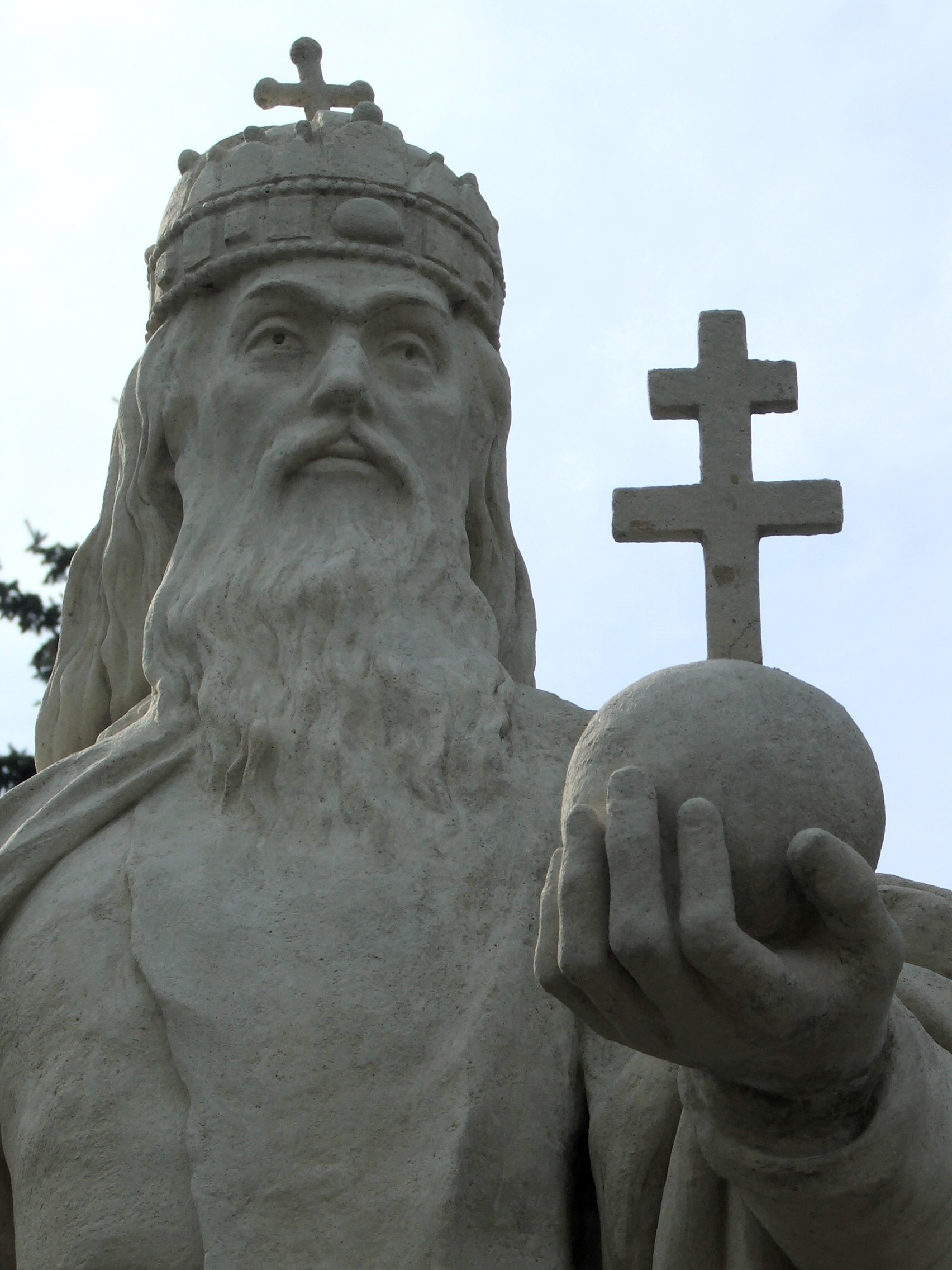
Socha Štěpána I. Svatého, Gejzova syna, v Ostřihomi

Podle listiny, která byla sepsána za Štěpánovy vlády, Gejza založil benediktinský klášter v Pannonhalmě. Zřízení pannonhalmského kláštera pravděpodobně úzce souviselo se Štěpánovým sňatkem. Při založení tohoto kláštera i Štěpánově sňatku hrál zřejmě významnou roli pražský biskup svatý Vojtěch, jenž podle pověsti Štěpána vychoval, pokřtil i oddal. Ještě před sňatkem z roku 996 Gejza zajistil Štěpánovo nástupnictví. Svolal totiž významné uherské velmože, které přinutil složit přísahu, že po jeho smrti přijmou Štěpána na trůn. V roce 997 Gejza zemřel.
Během své vlády Gejza, s výjimkou konfliktu v Bavorsku, nepodnikl žádné válečné tažení proti jiným panovníkům. Obezřetně zachovával mír a uzavíral spojenectví s ostatními knížaty, díky čemuž se mohl soustředit na upevňování své vlády.

## Rodina
Gejzovou manželkou byla Sarolt z Transylvánie, jež mu během života porodila nejméně tři, nejvíce však pět dětí. Prvním dítětem byl Štěpán, který se po Gejzově smrti stal velkoknížetem a později králem. Na základě Polsko-uherské kroniky, se historik Szabolcs de Vajay domníval, že matkou dvou Gejzových dcer byla Adelaida Polská, Gejzova druhá manželka. Tato domněnka však nebyla historiky přijata. Adelaida je zmíněna pouze v polsko-uherské kronice, jako sestra Měška I. Historici pochybují nejen o tom, že byla matkou některých Gejzových dcer, ale i o její existenci.  Podle Polsko-uherské kroniky Adelaida Polská Gejzu donutila k přijmutí křesťanství.
| Zoltán nar. 896 zm. 949 | Zoltán nar. 896 zm. 949 |                                 |                                 | dcera Menumoruta | dcera Menumoruta |  |  | ? | ? |               |               | ? | ? |
|                         |                         |                                 |                                 |                  |                  |  |  |   |   |               |               |   |   |
|                         |                         |                                 |                                 |                  |                  |  |  |   |   |               |               |   |   |
|                         |                         | Takšoň nar. asi 931 zm. asi 970 | Takšoň nar. asi 931 zm. asi 970 |                  |                  |  |  |   |   | Kumánská žena | Kumánská žena |   |   |
|                         |                         |                                 |                                 |                  |                  |  |  |   |   |               |               |   |   |
|                         |                         |                                 |                                 |                  |                  |  |  |   |   |               |               |   |   |
|                         |                         |                                 |                                 |                  |                  |  |  |   |   |               |               |   |   |

|                                                 |                                                 | Sarolt z Transylvánie? OO datum neznámé | Sarolt z Transylvánie? OO datum neznámé | Gejza nar. asi 940 zm. 997                    | Gejza nar. asi 940 zm. 997                    |                                          |                                          |                                    |                                    |  |
|                                                 |                                                 |                                         |                                         |                                               |                                               |                                          |                                          |                                    |                                    |  |
|                                                 |                                                 |                                         |                                         |                                               |                                               |                                          |                                          |                                    |                                    |  |
|                                                 |                                                 |                                         |                                         |                                               |                                               |                                          |                                          |                                    |                                    |  |
| Štěpán I. Svatý nar. asi 975 zm. 15. srpen 1038 | Štěpán I. Svatý nar. asi 975 zm. 15. srpen 1038 | Judita nar. asi 969 zm. 988             | Judita nar. asi 969 zm. 988             | Markéta nar. asi mezi 969/975 zm. 11. století | Markéta nar. asi mezi 969/975 zm. 11. století | Grimelda Uherská nar. po 975 zm. po 1026 | Grimelda Uherská nar. po 975 zm. po 1026 | Sarolt nar. po 975 zm. 11. století | Sarolt nar. po 975 zm. 11. století |  |